# Melay (Haute-Marne)
Melay település Franciaországban, Haute-Marne megyében. Lakosainak száma 243 fő (2022. január 1.). Melay Bourbonne-les-Bains, Enfonvelle, Fresnes-sur-Apance, Barges, Blondefontaine és Voisey községekkel határos.

## Népesség
A település népességének változása:
| Lakosok száma | 558  | 322  | 299  | 299  | 276  | 266  | 258  | 245  | 244  | 243  |
|               | 1968 | 1982 | 1990 | 2006 | 2013 | 2015 | 2017 | 2019 | 2020 | 2022 |